# Lispe xanthophleba
Lispe xanthophleba este o specie de muște din genul Lispe, familia Muscidae, descrisă de Stein în anul 1950.
Este endemică în Niger. Conform Catalogue of Life specia Lispe xanthophleba nu are subspecii cunoscute.